# Liste der Monuments historiques in Maxey-sur-Vaise
Die Liste der Monuments historiques in Maxey-sur-Vaise führt die Monuments historiques in der französischen Gemeinde Maxey-sur-Vaise auf.

## Liste der Objekte
| Bezeichnung                         | Beschreibung | Standort                                  | Kennzeichnung | Schutzstatus | Datum | Bild |
| ----------------------------------- | --- | ----------------------------------------- | ------------- | ------------ | ----- | ---- |
| Grabstein für Claude Marchal        | Kalkstein, bezeichnet 1779                                                                                        | auf dem Friedhof (Lage)                   | PM55002063    | Inscrit      | 1999  |      |
| Gemälde Darstellung Jesus im Tempel | Ölfarbe auf Leinwand, 1898 von Isidore Charuel                                                                    | in der Kirche St-Pierre-et-St-Paul (Lage) | PM55002067    | Inscrit      | 1997  |      |
| Prozessionskreuz                    | Holz, Messing, versilbert, Silber, um 1600                                                                        | in der Kirche St-Pierre-et-St-Paul (Lage) | PM55001251    | Classé       | 1998  |      |
| Grabstein für Barbe Aimrot          | Kalkstein, bezeichnet 1762                                                                                        | auf dem Friedhof (Lage)                   | PM55002064    | Inscrit      | 1999  |      |
| Zwei Dalmatiken                     | Seide, bestickt, 19. Jahrhundert; im Centre départemental d’art sacré in Saint-Mihiel deponiert                   | in der Kirche St-Pierre-et-St-Paul (Lage) | PM55002066    | Inscrit      | 1996  |      |
| Skulptur Heiliger Sebastian         | Stein, farbig gefasst und vergoldet, 17. Jahrhundert                                                              | in der Kirche St-Pierre-et-St-Paul (Lage) | PM55001347    | Classé       | 2000  |      |
| Konopeum                            | Seide, bestickt, erste Hälfte des 19. Jahrhunderts; im Centre départemental d’art sacré in Saint-Mihiel deponiert | in der Kirche St-Pierre-et-St-Paul (Lage) | PM55002065    | Inscrit      | 1996  |      |